# Понцано Монферато
Понца̀но Монфера̀то (на италиански: Ponzano Monferrato; на пиемонтски: Ponsan, Понсан) е село и община в Северна Италия, провинция Алесандрия, регион Пиемонт. Разположено е на 385 m надморска височина. Населението на общината е 383 души (към 2010 г.).